# Strange Highways
Strange Highways ist das sechste Studioalbum von Ronnie James Dios Soloband Dio und wurde 1993 veröffentlicht.

## Entstehung des Albums
Nach Ronnie James Dios erneutem Abgang von Black Sabbath reaktivierte er 1993 seine Soloband. Anfangs sollte Dios erster Bassist Jimmy Bain wieder sein Instrument spielen, doch dieser wurde kurz nach seinem Wiedereinstieg entlassen. Deshalb rekrutierte Dio den Ex-Dokken-Bassisten Jeff Pilson, einen guten Freund Dios. Für das Schlagzeug sah Dio seinen Schlagzeuger Vinny Appice vor. Als Gitarrist nahm er den Ex-WWIII (für World War III) Gitarristen Tracy Grijalva, nachdem die Band eine Anzeige in den Zeitungen gesetzt hatte.
Zusammen mit Produzent Mike Fraser wurde das Album im Sommer 1993 in den Rumbo Studios in Los Angeles eingespielt. Laut Martin Popoffs Dio-Biographie entstand der größte Teil von Strange Highways aus Zufall und durch Jam-Sessions, ein Teil stammte auch von Tracy Grijalva, als dieser noch bei WWIII war. Ebenfalls musste durch Mike Fraser wenig am Klang der Instrumente etwas verändert werden. Strange Highways ist Terry Price gewidmet, einem Rugbyspieler, der 1993 bei dem Versuch, jemanden vor einem Autounfall zu retten, starb. Das Album wurde zu unterschiedlichen Zeitpunkten veröffentlicht, da Ronnie James Dio das Veröffentlichungsdatum von der jeweiligen Tour abhängig machte. Ein Erdbeben in Los Angeles verhinderte jedoch die Japan-Tournee, so dass das Album dort ohne anschließende Tournee veröffentlicht werden musste.
Jeff Pilson spielte den Bass lediglich auf dem Album und der anschließenden US-Tour, da er sich wieder bei Dokken engagierte. Bei allen weiteren Tourneen für das Album wurde er durch Larry Dennison ersetzt. 1996 kehrte er für Angry Machines allerdings wieder zurück zu Dio. Strange Highways ist das letzte Album von Dio für die Warner Music Group. An dem Album selbst wirkte kein Keyboarder mit, obwohl Pilson hierfür die Credits erhielt. Für die anstehende Tour wurde Scott Warren (Warrant) engagiert.

## Titelliste
1. Jesus, Mary & the Holy Ghost – 4:14
2. Firehead – 4:07
3. Strange Highways – 6:54
4. Hollywood Black – 5:09
5. Evilution – 5:37
6. Pain – 4:13
7. One Foot In The Grave – 4:02
8. Give her the Gun – 6:00
9. Blood from a Stone – 4:14
10. Here´s to You – 3:24
11. Bring down the Rain – 5:45

## Singleauskopplungen
Ursprünglich war geplant, das Lied Evilution als Single auszukoppeln. Der Plan wurde jedoch fallen gelassen, und so erschien nur eine Promo-CD für das US-amerikanische Radio. Ein dazugehöriges Video, mitgeschnitten im Hammersmith Apollo am 12. Dezember 1993 wurde ebenfalls nie realisiert.
Ebenfalls sollte das Lied Jesus, Mary & the Holy Ghost als Single veröffentlicht werden, doch dieser Song wurde ebenfalls nur als Promo-CD für das US-amerikanische Radio veröffentlicht.

## Musikstil und Rezeption
Strange Highways wird in der Fachpresse recht unterschiedlich bewertet. Musikalisch markiert es einen Übergang zu einem etwas aggressiveren Stil. Metal.de nennt das Album „unterschätzt“ und spricht von einem der härtesten Alben, das Dio je veröffentlicht habe. Das Album zeige Dio „von einer anderen, definitiv saftigeren und härteren Seite“. Allmusic bezeichnet das Album als solide und eines der besseren Alben in Dios späterer Karriere. Während Dio gewohnt kraftvoll singe und der neue Gitarrist Tracy Grijalva einige gute Riffs beitrüge, hätte vor allem Vinny Appices Schlagzeugstil gelitten.